# Isabella Adinolfi
Isabella Adinolfi (* 27. März 1978 in Nocera Inferiore) ist eine italienische Politikerin der Forza Italia (ehemals Movimento 5 Stelle).

## Leben
Isabella Adinolfi studierte Philologie und Geisteswissenschaften. 2003 erwarb sie einen Hochschulabschluss in Denkmalpflege und war anschließend in Privatunternehmen und als Kunstlehrerin tätig.
Seit 2014 ist sie Abgeordnete im Europäischen Parlament. Dort gehört sie der Fraktion Europa der Freiheit und der direkten Demokratie an und ist Mitglied im Ausschuss für Kultur und Bildung und in der Delegation in der Paritätischen Parlamentarischen Versammlung AKP-EU. Als stellvertretendes Mitglied gehört sie dem Ausschuss für regionale Entwicklung und dem Rechtsausschuss sowie der Delegation für die Beziehungen zu den Vereinigten Staaten an.
Im April 2021 wechselte Adinolfi zur Forza Italia und schloss sich zum 29. April 2021 der Fraktion der Europäischen Volkspartei (Christdemokraten) an.